# Gošvin Nikel
Gošvin Nikel (nem. Goschwin Nickel; Jilih, 1582. — Rim, 31. jul 1664) bio je nemački sveštenik i general reda jezuita.

## Biografija
Rođen je u Koslaru, predgrađu Jiliha, u nemačkoj provinciji Severna Rajna-Vestfalija. Studije je završio u Majncu, gde je i rukopoložen za sveštenika 28. oktobra 1614. Dana 17. marta 1652. bio je ustoličen kao deseti po redu general Družbe Isusove (takozvani crni papa), nasledivši Alojzija Gotifredija, koji je jezuitima bio nadređeni tek dva meseca, usled svoje prerane smrti.

## General
U Nikelovo vreme, sukob između jezuita i sledbenika Kornelija Jansena, biskupa od Ipra, je eskalirao, pogotovo u Francuskoj zahvaljujući upornom potpirivanju vatre od strane francuskog filozofa i naučnika Bleza Paskala, čiji su napadi na jezuite bili zasnovani na Paskalovim vlastitim jansenističkim teološkim ubeđenjima.
Kontraverzno pitanje kineskih obreda nastavilo je da deli Rimokatoličku crkvu na dva tabora. Pod Nikelom, Družba Isusova nastavila je da zastupa stav da su u pitanju benigni i bezopasni sekularni rituali, koji su spojivi sa hrišćanstvom, dok su se dominikanci i franjevci opredelili za suprotno mišljenje. Odgovor na ovo pitanje kodifikovan je tek 1962. na Drugom vatikanskom saboru, skoro tri veka nakon Nikelove smrti.

## Stavovi
Za Nikela se vezuje odbojnost prema patriotizmu, sažeta u Nikelovom citatu da je ljubav prema otadžbini: "kuga i najsigurnija smrt hrišćanske ljubavi". Na ovu izjavu aludirali su mnogi, uključujući nemačkog romanopisca Tomasa Mana u Čarobnom bregu, kao i finskog filozofa, antropologa i sociologa Edvarda Vestermarka u svom eseju o poreklu i razvitku moralnih načela.

## Smrt
Nikel je umro 31. jula 1664. godine u Rimu. Nasledio ga je Đovani Pavlo Oliva (1600—1681)

## Literatura
- Herbermann, Charles, ур. (1913). „Jesuit Generals Prior to the Suppression of the Society (1541-1773)”. Catholic Encyclopedia. New York: Robert Appleton Company.